# Linanthus
Linanthus es un género con 70 especies de plantas con flores perteneciente a la familia Polemoniaceae. 

## Especies seleccionadas
| - Linanthus bellus (Gray) Greene - Linanthus bigelovii (A. Gray) Greene - Linanthus concinnus Milliken - Linanthus demissus (A. Gray) Greene - Linanthus dianthiflorus (Benth.) Greene - Linanthus dichotomus Benth. - Linanthus jonesii (A. Gray) Greene - Linanthus killipii H. Mason - Linanthus orcuttii (Parry & A. Gray) Jeps. - Linanthus parryae (A. Gray) Greene |

Especies anteriormente incluidas en Linanthus, ahora en  Leptosiphon
- Leptosiphon acicularis
- Leptosiphon ambiguus
- Leptosiphon androsaceus
- Leptosiphon arenicola
- Leptosiphon aureus
- Leptosiphon bicolor
- Leptosiphon bolanderi
- Leptosiphon breviculus
- Leptosiphon ciliatus
- Leptosiphon filipes
- Leptosiphon floribundus
- Leptosiphon grandiflorus
- Leptosiphon harknessii
- Leptosiphon lemmonii
- Leptosiphon liniflorus
- Leptosiphon montanus
- Leptosiphon nudatus
- Leptosiphon nuttallii
- Leptosiphon oblanceolatus
- Leptosiphon pachyphyllus
- Leptosiphon parviflorus
- Leptosiphon pygmaeus
- Leptosiphon rattanii
- Leptosiphon septentrionalis
- Leptosiphon serrulatus

## Sinonimia
- Fenzlia Benth.
- Leptosiphon Benth.
- Dactylophyllum Spach
- Linanthastrum Ewan

- Datos: Q2713077
- Multimedia: Linanthus / Q2713077
- Especies: Linanthus